# علي الكفري
علي الكفري (1948-2022) فنان تشكيلي فلسطيني ولد في قرية لوبية قضاء طبريا، هّجرت عائلته إلى سوريا نتيجة النكبة الفلسطينية 1948، فتلقى تعليمه المدرسي في مدارس سوريا، وأنهى تعليمه الثانوي في ثانوية جودت الهاشمي، وتخرج من معهد إعداد المدرسين بدمشق عام 1970، ومن كلية الفنون الجميلة في القاهرة عام 1973.

## حياته الفنية
عمل علي الكفري مدرساً للفنون الجميلة في وزارة التربية السورية، ومدير لتحرير مجلة الطليعي للأطفال، ومقدم برامج في التلفزيون السوري، وعمل في الصحافة والإخراج الفني لعدد من الصحف، وعضو مؤسس في اتحاد الفنانين التشكيليين الفلسطينيين فضلاً عن عضويته في اتحاد الفنانين التشكيليين السوريين والعرب. وأعماله مقتناة في المتحف الوطني الفلسطيني ووزارة الثقافة وضمن مجموعات خاصة في دول عربية وغربية.
لجأ الكفري للفن التشكيلي لمناصرة قضيته الفلسطينية بتجسيد المقاومة الفلسطينية وتحديداً المرأة الفلسطينية المقاومة، وفضح جرائم الاحتلال الإسرائيلي بحق الشعب الفلسطيني واللبناني، فقدم خلال مسيرته الفنية أكثر من 3 آلاف لوحة، واعتمد في أسلوبه الفني الخاص على ربط مراحل تجربته الفنية ببعضها التي تتضمن بشكل أساسي التراث العربي الإسلامي فيرسم الأواني الفخارية والنحاسيات، وعلى النساء القرويات الجزائريات لما تتميّز به من المحافظة على التراث، وصولاً إلى العمارة والخط العربي. وهو يضع كل هذه المواضيع ضمن دائرة التراث الشرقي والزخرفة العربية أو ما يسمى بالأرابيسك. وله جداريات في عشرة محافظات سورية، وجدارية في مدينة أولدن براغ الألمانية.

## المعارض
أقام الكفري العديد من المعارض الفردية منها: 5 معارض في دمشق خلال الأعوام (1977 -2008)، ومعرض في الكويت. وأقام العديد من المعارض الجماعية ومنها: معرض بينالي بغداد خلال الفترة (1970-1974)، ومعرض بينالي القاهرة عام 1982، ومعرض في موسكو عام 1982، ومعرض نقابة الفنون الجميلة في دمشق عام 1983، ومعرض في عمّان عام 1999، والمعرض الثاني لفناني دمشق عام 2001، معرض الروائع في حلب عام 2002، ومعرض مشترك مع زكي سلام في حلب عام 2005، ومعرض المنمنمات الدولي في الجزائر عام 2006، ومعرض مشترك مع الفنان أحمد إلياس في دمشق عام 2009.